# Ponceau SX
Ne doit pas être confondu avec écarlate GN.
Le ponceau SX est un composé organique à structure azoïque principalement utilisé comme colorant. Il est référencé dans le Colour Index sous le numéro C.I. 14700 et sous la dénomination « C.I. Food Red 1 »
C'est un isomère de position d'un autre colorant référencé au Colour Index, l'écarlate GN (C.I. 14815 ou C.I. Scarlet GN), avec lequel il ne faut pas le confondre : la seule différence entre les deux molécules concerne l'emplacement du groupe fonctionnel sulfonate (–SO3–) sur le système bicyclique naphtalénique. La confusion est fréquente, notamment sur des sites internet grand public consacrés aux additifs alimentaires,,.